# Кертис P-1
Кертис P-1 или Кертис модел 34 (енгл. Curtiss P-1 Hawk) је амерички ловачки авион који је производила фирма Кертис (енгл. Curtiss). Први лет авиона је извршен 1925. године. 

Највећа брзина авиона при хоризонталном лету је износила 257 km/h.
Распон крила авиона је био 9,63 метара, а дужина трупа 6,91 метара. Празан авион је имао масу од 944 kg. Нормална полетна маса износила је око 1301 kg. Био је наоружан са два синхронизована митраљеза калибра 7,62 mm.

## Наоружање
| Наоружање авиона: Кертис       |      |
| Ватрено (стрељачко) наоружање  |      |
| Топ                            |      |
| Митраљез                       |      |
| Број и ознака митраљеза        | 2    |
| Калибар                        | 7,62 |
| Бомбардерско наоружање (бомбе) |      |
| Ракетно наоружање (ракете)     |      |